# 跨对位配体
跨对位配体（Trans-spanning ligand）是指能在平面四边形构型的配合物中，从处于反位的两个位点与中心进行配位的双齿配体。一般的配体由於距离太远，轨道重叠不好，所以都不能作跨对位配体，而只能作順對位的配體。早期曾用以多亚甲基连接的双配点分子尝试合成含跨对位配体的络合物，但这样的实验多以生成配位聚合物（coordination polymers）。

## 歷史
最初，化學家估計雙膦烷（Diphosphane）應該可以與五亞甲基（即環戊）在平面四边形构型裡形成配合物。然而，早期的嘗試卻發現並不容易。最初利用了結構比較堅固的配體來做實驗。TRANSPHOS就是第一種用於跨對位雙膦配體的化合物，透過二價鈀及二價鉑來達成。TRANSPHOS的特色是它由在 1 位及11 位被二苯膦(Ph2PCH2)取代了的苯並[c]菲製成。然而，這個多圈的架構卻因為位阻效應對中心的氫原子的影響而變得不穩定。

## Xantphos、SPANphos、TRANSDIP 及其他相關配體
Xantphos是一種含有有機磷化合物的呫噸雜環，能夠形成跨對位配體，而沒有TRANSPHOS所具有的位阻效应。SPANphos可媲美XANTPHOS，但在形成跨對位配體方面比Xantphos更可靠。TRANSDIP以α-环糊精為基礎，是第一個在化學反應裡只產生跨對位配體複合物的配體，即使在有d8金屬鹵化物存在下亦是。